# Lévis-Saint-Nom
Lévis-Saint-Nom est une commune française située dans le département des Yvelines en région Île-de-France.

## Géographie

### Situation
La commune est située dans la vallée de Chevreuse, dans le département des Yvelines, dans la région Île-de-France.

### Hydrographie
Les sources de la rivière Yvette sont sur le hameau dénommé Yvette. L'Yvette, et son affluent le ru de Pommeret, traversent le territoire de la commune. L'eau n'est pas toujours visible, du fait de l'enfrichement et le boisement dans les fonds de vallée.

### Communes limitrophes
| Coignières         |                 | Le Mesnil-Saint-Denis |
|                    | Lévis-Saint-Nom |                       |
| Les Essarts-le-Roi |                 | Dampierre-en-Yvelines |

### Transports et voies de communications

#### Réseau routier
La voirie départementale se limite à la route départementale 58 qui traverse l'est de la commune selon un axe nord-sud, menant, vers le nord, au Mesnil-Saint-Denis et La Verrière et, vers le sud-est, à Dampierre-en-Yvelines et Chevreuse.

#### Desserte ferroviaire
Les gares SNCF les plus proches sont les gares des Essarts-le-Roi, Coignières et La Verrière.

#### Bus
La commune est desservie par la ligne 39.27 du réseau de bus Centre et Sud Yvelines en reliant la gare des Essarts-le-Roi à la gare de Saint-Rémy-lès-Chevreuse.

### Climat
Pour des articles plus généraux, voir Climat de l'Île-de-France et Climat des Yvelines.
En 2010, le climat de la commune est de type climat océanique dégradé des plaines du Centre et du Nord, selon une étude du CNRS s'appuyant sur une série de données couvrant la période 1971-2000. En 2020, Météo-France publie une typologie des climats de la France métropolitaine dans laquelle la commune est exposée à un climat océanique altéré et est dans la région climatique Sud-ouest du bassin Parisien, caractérisée par une faible pluviométrie, notamment au printemps (120 à 150 mm) et un hiver froid (3,5 °C).
Pour la période 1971-2000, la température annuelle moyenne est de 10,7 °C, avec une amplitude thermique annuelle de 14,8 °C. Le cumul annuel moyen de précipitations est de 648 mm, avec 11 jours de précipitations en janvier et 8 jours en juillet. Pour la période 1991-2020, la température moyenne annuelle observée sur la station météorologique la plus proche, située sur la commune de Choisel à 6 km à vol d'oiseau, est de 11,1 °C et le cumul annuel moyen de précipitations est de 709,1 mm,. Pour l'avenir, les paramètres climatiques de la commune estimés pour 2050 selon différents scénarios d'émission de gaz à effet de serre sont consultables sur un site dédié publié par Météo-France en novembre 2022.

## Urbanisme

### Typologie
Au 1er janvier 2024, Lévis-Saint-Nom est catégorisée ceinture urbaine, selon la nouvelle grille communale de densité à sept niveaux définie par l'Insee en 2022.
Elle appartient à l'unité urbaine de Les Essarts-le-Roi, une agglomération intra-départementale regroupant deux  communes, dont elle est une commune de la banlieue,,. Par ailleurs la commune fait partie de l'aire d'attraction de Paris, dont elle est une commune de la couronne,. Cette aire regroupe 1 929 communes,.

### Occupation des sols simplifiée
Le territoire de la commune se compose en 2017 de 84,74 % d'espaces agricoles, forestiers et naturels, 5,52 % d'espaces ouverts artificialisés et 9,74 % d'espaces construits artificialisés.

### Occupation des sols détaillée
Le tableau ci-dessous présente l'occupation des sols de la commune en 2018, telle qu'elle ressort de la base de données européenne d’occupation biophysique des sols Corine Land Cover (CLC).
| Type d’occupation                             | Pourcentage | Superficie (en hectares) |
| --------------------------------------------- | ----------- | ------------------------ |
| Tissu urbain discontinu                       | 12,0 %      | 101                      |
| Terres arables hors périmètres d'irrigation   | 42,0 %      | 353                      |
| Prairies et autres surfaces toujours en herbe | 5,8 %       | 49                       |
| Forêts de feuillus                            | 40,2 %      | 338                      |
| Source : Corine Land Cover                    |             |                          |

### Hameaux de la commune
Le village s'étend sur trois kilomètres en longeant le cours de la rivière Yvette.
- Girouard est un hameau à l'est du village constitué de quelques demeures autour de la mairie.
- Yvette est au centre du village, jouxtant Les Essarts-le-Roi et à proximité de la route nationale 10.
- La Recette, le Pommeret, les Marronniers sont les hameaux les plus en aval et entourent l'église.

## Toponymie
Le nom de la localité est attesté sous les formes Luviciæ en 744, ad Levicias en 774, Lebiacum IXe siècle, Lebiacus au Xe siècle, Saint Nom de Lévy jusqu'en 1818, en effet, saint Nom avait été donné comme patron à la paroisse dès le VIIIe siècle, puis Lévy Saint Nom jusqu'en 1943, et finalement Levis-Saint-Nom.
En effet, en 1943, sous le régime de Vichy Lévy-Saint-Nom est renommée Lévis-Saint-Nom,
Pour Albert Dauzat qui ne cite que la forme Lebiacus du Xe siècle, il s'agit d'un type toponymique gallo-roman en -(i)acum, suffixe de localisation et de propriété qui a régulièrement abouti à la terminaison -i, notée -y normalement dans cette partie de la France. Il est précédé d'un nom de personne latin Laevius, à l'origine surnom et dont le sens initial est « (le) gaucher ».
Le déterminant complémentaire Saint-Nom fait référence à un saint nommé Nummius en latin, évêque d’Édesse au IVe siècle (Şanlıurfa en Turquie) et patron de Lévis-Saint-Nom.
Lévis est devenu déterminatif dans Castelnau-de-Lévis et Labastide-de-Lévis (Tarn), en raison de la famille des Lévis, descendante de Gui de Lévis, maréchal de Simon (IV) de Montfort et originaire de Lévis-Saint-Nom.
Homonymie avec Levis (Yonne).

## Histoire
Les comtes de Lévis-Mirepoix, seigneurs de Lévis-Saint-Nom, avaient reçu du roi de France le fief du château de Montségur (Ariège) occupé par les Cathares. Après la prise du château en 1244, la possession du pog (du latin pŏdĭum, éminence) revint à Guy II de Lévis, seigneur officiel de Mirepoix depuis le traité de 1229. C'est sa famille qui bâtira l'actuel château de Montségur.
L'église date en partie du XVe siècle.
Il reste les débris d'un château inachevé que Jacques de Crussol avait commencé dans les premières années du XVIe siècle.
On y trouve également les ruines d'une abbaye de bénédictins à Yvette.
Au cours de la Révolution française, la commune porte provisoirement le nom de L'Yvette.
Le 31 mars 2021, Lévis-Saint-Nom est devenue la première commune de France à abandonner totalement son réseau de télécommunications en cuivre pour basculer entièrement à la fibre.

## Politique et administration

### Liste des maires
| Période                                  | Période      | Identité        | Étiquette | Qualité |
| ---------------------------------------- | ------------ | --------------- | --------- | --- |
| Les données manquantes sont à compléter. |              |                 |           | |
| mars 1953                                | mars 1983    | Yvon Esnault    |           | |
| mars 1983                                | janvier 1984 | Yvon Brossard   |           | |
| janvier 1984                             | janvier 1986 | Yvon Esnault    |           | |
| janvier 1986                             | mars 1989    | Jean Dumont     |           | |
| mars 1989                                | mars 2008    | Yves Vandewalle | UMP       | Professeur agrégé de géographie Député des Yvelines (2e circ.) (2007-2012) Conseiller général de Chevreuse (1999 → 2015) Vice-Président du Conseil Général[Quand ?] Président du parc naturel régional Haute Vallée de Chevreuse (1998 → 2021) |
| mars 2008                                | En cours     | Anne Grignon    | MoDem     | Fille d'Yves Vandewalle Présidente de la CC de la Haute Vallée de Chevreuse (2020 → ) Députée des Yvelines (2e circ.) (2022) |

## Population et société

### Démographie

#### Évolution démographique
L'évolution du nombre d'habitants est connue à travers les recensements de la population effectués dans la commune depuis 1793. Pour les communes de moins de 10 000 habitants, une enquête de recensement portant sur toute la population est réalisée tous les cinq ans, les populations de référence des années intermédiaires étant quant à elles estimées par interpolation ou extrapolation. Pour la commune, le premier recensement exhaustif entrant dans le cadre du nouveau dispositif a été réalisé en 2006.

En 2022, la commune comptait 1 610 habitants, en évolution de +0,19 % par rapport à 2016 (Yvelines : +2,72 %, France hors Mayotte : +2,11 %).
| 1793 | 1800 | 1806 | 1821 | 1831 | 1836 | 1841 | 1846 | 1851 |
| ---- | ---- | ---- | ---- | ---- | ---- | ---- | ---- | ---- |
| 337  | 299  | 295  | 326  | 312  | 366  | 374  | 365  | 347  |

| 1856 | 1861 | 1866 | 1872 | 1876 | 1881 | 1886 | 1891 | 1896 |
| ---- | ---- | ---- | ---- | ---- | ---- | ---- | ---- | ---- |
| 356  | 315  | 308  | 289  | 323  | 297  | 298  | 274  | 304  |

| 1901 | 1906 | 1911 | 1921 | 1926 | 1931 | 1936 | 1946 | 1954 |
| ---- | ---- | ---- | ---- | ---- | ---- | ---- | ---- | ---- |
| 278  | 273  | 217  | 252  | 212  | 243  | 253  | 394  | 568  |

| 1962 | 1968 | 1975  | 1982  | 1990  | 1999  | 2006  | 2011  | 2016  |
| ---- | ---- | ----- | ----- | ----- | ----- | ----- | ----- | ----- |
| 738  | 660  | 1 030 | 1 428 | 1 593 | 1 696 | 1 729 | 1 708 | 1 607 |

| 2021  | 2022  | - | - | - | - | - | - | - |
| ----- | ----- | - | - | - | - | - | - | - |
| 1 607 | 1 610 | - | - | - | - | - | - | - |

#### Pyramide des âges
En 2018, le taux de personnes d'un âge inférieur à 30 ans s'élève à 29,8 %, soit en dessous de la moyenne départementale (38 %). À l'inverse, le taux de personnes d'âge supérieur à 60 ans est de 30,5 % la même année, alors qu'il est de 21,7 % au niveau départemental.
En 2018, la commune comptait 825 hommes pour 776 femmes, soit un taux de 51,53 % d'hommes, largement supérieur au taux départemental (48,68 %).
Les pyramides des âges de la commune et du département s'établissent comme suit.
| Hommes | Classe d’âge | Femmes |
| ------ | ------------ | ------ |
| 0,4    | 90 ou +      | 0,8    |
| 7,6    | 75-89 ans    | 7,7    |
| 22,0   | 60-74 ans    | 22,6   |
| 24,3   | 45-59 ans    | 25,0   |
| 14,2   | 30-44 ans    | 15,9   |
| 14,8   | 15-29 ans    | 13,5   |
| 16,7   | 0-14 ans     | 14,5   |

| Hommes | Classe d’âge | Femmes |
| ------ | ------------ | ------ |
| 0,6    | 90 ou +      | 1,4    |
| 6      | 75-89 ans    | 7,8    |
| 13,5   | 60-74 ans    | 14,8   |
| 20,7   | 45-59 ans    | 20,1   |
| 19,6   | 30-44 ans    | 19,9   |
| 18,5   | 15-29 ans    | 16,8   |
| 21,2   | 0-14 ans     | 19,2   |

### Enseignement
Une école maternelle et primaire, « L'école des Sources », accueille tous les ans une centaine d'élèves.
Ouvert à la rentrée 2021 à la ferme des Néfliers, un ancien manoir avec 600 ha de terres agricoles, Hectar est un établissement d'enseignement supérieur privé spécialisé dans la formation aux métiers agricoles sous le prisme de l'entreprenariat.

### Activités festives
Tous les 13 juillet, un feu d'artifice et un repas sont organisés afin de commémorer la Révolution française.

## Culture locale et patrimoine

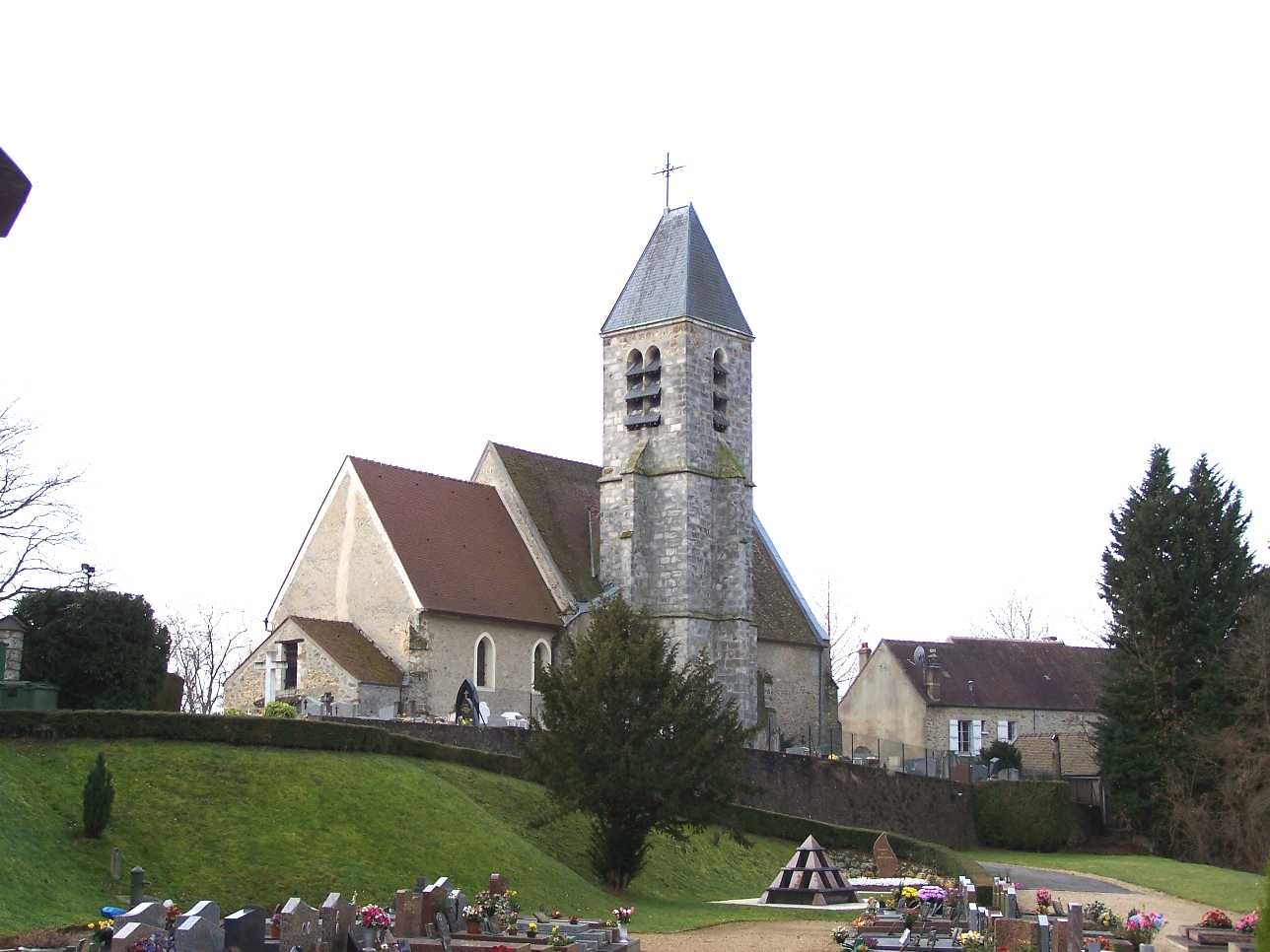
L'église Saint-Nom-et-Notre-Dame.

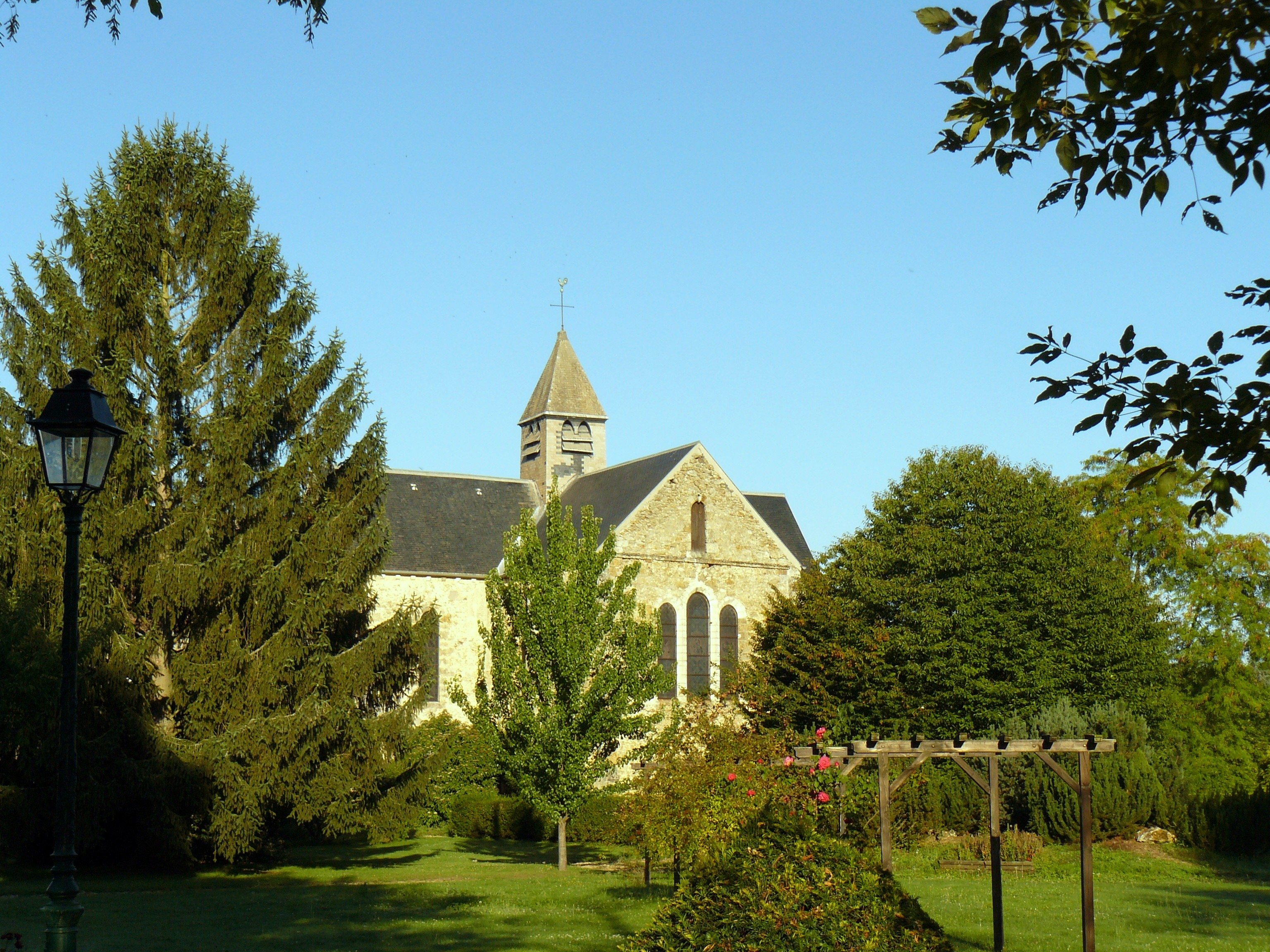
L'abbaye Notre-Dame-de-la-Roche.

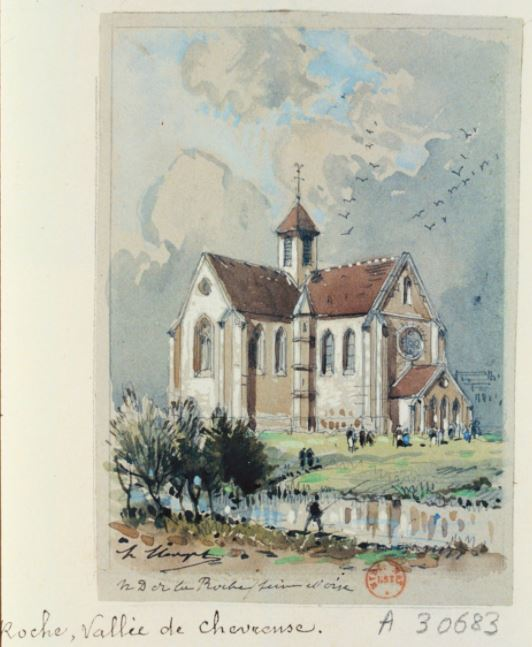
Hubert Clerget, Notre-Dame-de-la-Roche, aquarelle, Paris, BnF.

### Lieux et monuments
- L'Yvette, la rivière qui prend sa source dans la commune. Une statue de femme se baignant au milieu des herbes symbolise le départ de la rivière.
- L'abbaye Notre-Dame-de-la-Roche, sur la route menant au Mesnil-Saint-Denis : fondée par Guy Ier de Lévis vers 1196, cette abbaye a été construite entre 1232 et 1250 ; les logis et communs datent du début du XVIIe siècle ; l'ensemble a été inscrit aux monuments historiques en 1926 et abrite aujourd'hui un centre éducatif et de formation professionnelle.
- L'église paroissiale Saint-Nom-et-Notre-Dame a été construite au XIIIe siècle et quelque peu remaniée aux XVIIIe et XIXe siècles ; elle est située en dehors du village, dans une sorte de clairière dans le bois de Saint-Benoît et entourée de quelques demeures et du cimetière ; le site est classé.
- Un château fort fut construit au XVIe siècle au lieu-dit le Marchais, restauré au XVIe siècle puis vendu en 1721 au comte de Toulouse, Louis-Alexandre de Bourbon, qui le fit détruire en 1727 ; le site a été classé en 1980.
- Le château de La Cour Lévis, au lieu-dit la Cour, a été construit tout à la fin du XIXe siècle à l'emplacement d'un château de la fin du XVIIIe siècle détruit ; il n'est pas inscrit aux monuments historiques.
- Le château de La Boissière Beauchamp, au lieu-dit la Boissière, a été construit, à l'origine, au début du XVIIIe siècle, puis détruit pour laisser la place, vers la fin du XVIIIe et le début du XIXe siècle, à l'actuel château non inscrit.
- Le château de Crussol, au lieu-dit la Recette, avait commencé à être construit en 1506 et resta inachevé. Il n'en reste aujourd'hui que quelques ruines et des douves et une ferme a été établie à l'emplacement de l'ex-château.

### Personnalités liées à la commune
- Jean-Baptiste Lazare René de Moncorps-Duchesnoy[34] (1723-1794), homme politique né à Lévis, député de la noblesse aux États-Généraux en 1789.
- Félix Amiot (1897-1974), industriel français, était le propriétaire du château de La Boissière Beauchamp. Il est inhumé dans la commune.
- Michel Fugain (né en 1942), chanteur français[réf. nécessaire].
- Philippe de Lévis (vers 1150 - 1203/1204), chevalier, seigneur de Lévis-Saint-Nom, premier membre connu de la maison de Lévis, père de Guy Ier de Lévis.
- Guy Ier de Lévis, fils de Philippe de Lévis, chevalier, fondateur de l'abbaye Notre-Dame-de-la-Roche où il est enterré.
- Jean Marnold (1859-1935), critique musical et traducteur depuis l'allemand vers le français, ami de Maurice Ravel. Il est inhumé dans la commune.

### Héraldique
| Blason de Lévis-Saint-Nom | Blason  | D'argent à trois chevrons d'azur.                                                |
| Blason de Lévis-Saint-Nom | Détails |                                                                                  |
| Blason de Lévis-Saint-Nom | Alias   | D’or à trois chevrons de sable. Ce blason dérive de celui de la famille de Lévis |